# Friedrich August Wirth (Politiker)
Friedrich August Wirth (* 19. Juni 1765 in Leipzig; † 13. Februar 1847 in Chemnitz) war Bürgermeister von Chemnitz.

## Leben
Wirths Vater war Besitzer einer Gold- und Silberhandlung und verstarb in  Wirths sechstem Lebensjahr. Er sollte das Geschäft seines Vaters fortführen, nahm jedoch ein Studium auf. Nach bestandener Prüfung wurde er mit 19 Jahren an der Universität zu Leipzig eingeschrieben.  
Nach der Studienzeit und den Prüfungen blieb er in Leipzig und arbeitete bei seinem Stiefvater, dem Advokaten und Gerichtsdirektor Schulze. Bei einem Besuche in Schwarzenberg lernte er die Pastorentochter Christiane Eleonore Schubert kennen. Er verließ Leipzig und ließ sich im Jahr 1794 in Glauchau als Advokat nieder. Im Oktober 1795 verließ er jedoch Glauchau, um sich mit seiner Braut Christiane zu verehelichen und sich in Hohenstein ebenfalls als Advokat anzusiedeln. Hier blieb er bis zum Jahre 1800 und zog dann auf Veranlassung seiner Freunde nach Chemnitz, wo er nach einem Jahre als Senator angestellt wurde, in kurzem als Stadtrichter einrückte und dann Bürgermeister wurde. 1831 schied er aus gesundheitlichen Gründen aus dem Amt aus. Im Jahr 1842 starb seine Frau und er nach einem viertägigen Krankenlager fünf Jahre später.